# Phomopsis pittospori
Phomopsis pittospori är en svampart som beskrevs av S.A. Archer 1973. Phomopsis pittospori ingår i släktet Phomopsis och familjen Diaporthaceae.   Inga underarter finns listade i Catalogue of Life.